# Pirantel
Pirantel este un antihelmintic eficient împotriva nematozilor intestinali, inclusiv împotriva ascaridelor (Ascaris lumbricoides), oxiurilor (Enterobius vermicularis), Trichostrongylus spp., nematozilor tisulari Trichinella spiralis și anchilostomilor (Ancylostoma duodenale, Necator americanus). Pirantel este un agonist nicotinic al receptorilor acetilcolinici ai helminților. El acționează prin blocarea neuromusculară a viermilor. Induce o activare semnificativă și prelungită a receptorilor nicotinici, care duce la o paralizie spastică a viermilor și permite eliminarea lor în materiile fecale prin intermediul peristaltismul intestinal. Este activ împotriva formelor mature și formelor imature a viermilor sensibil. Larvele viermilor care migrează în țesuturi nu sunt afectate. Pirantel este administrat pe cale orală, sub formă de embonat. 
Este autorizată în România de către Agenția Naționala a Medicamentului și a Dispozitivelor Medicale (ANMDM) sub denumirea comercială Helmintox, comprimate filmate de 125 mg și 250 mg și suspensie orală 125mg/2,5ml